# Gesta Hungarorum

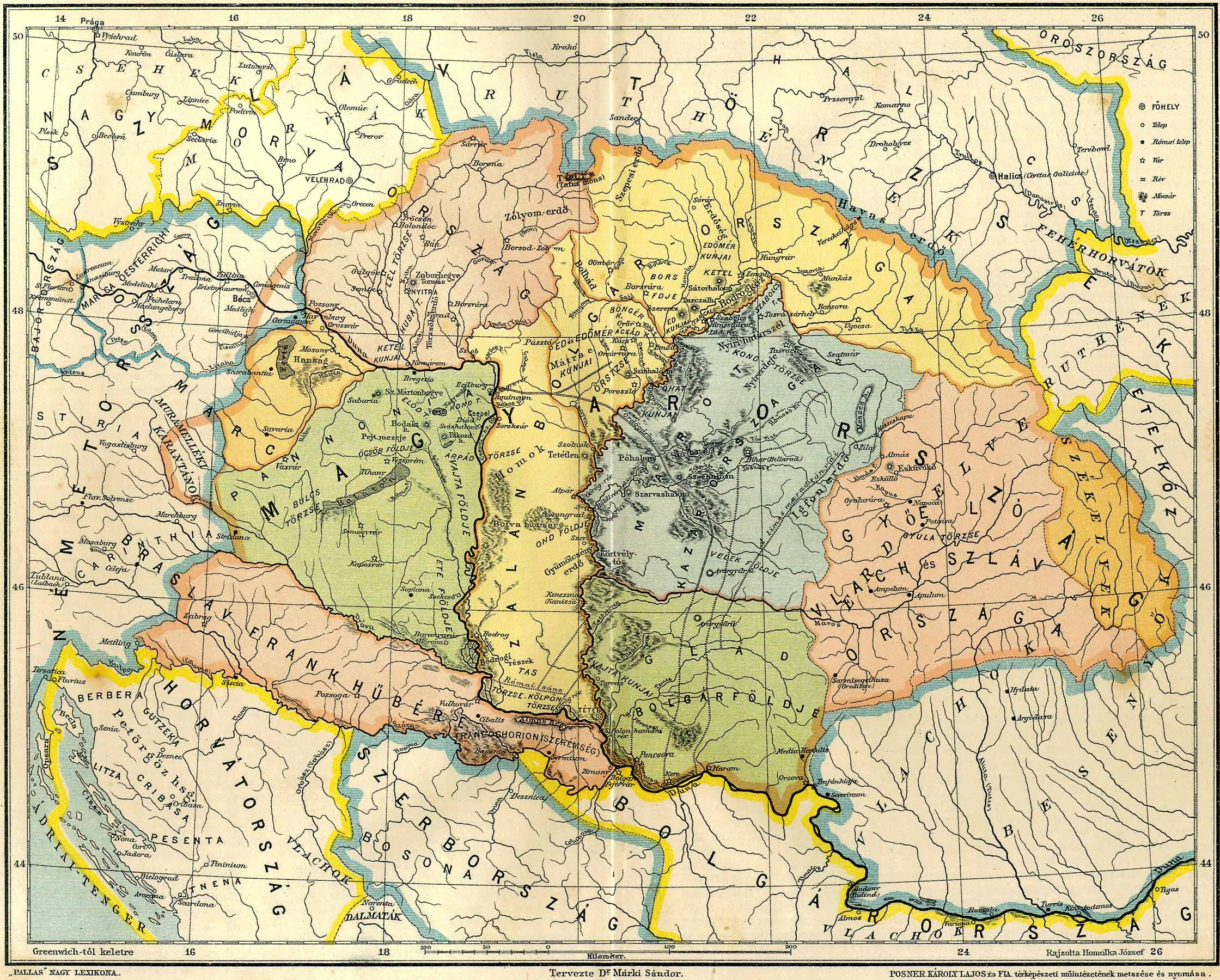
Mapa przedstawiająca Węgry w okresie opisywanym przez Gesta Hungarorum.

Gesta Hungarorum – najstarsza zachowana do naszych czasów kronika Węgier (łac. Scriptores rerum Hungaricorum v. I. B. 1937. s. 33-117).

## Historia
Kronika została spisana przez anonimowego notariusza ok. 1200 roku w typie przyjętym wówczas na zachodzie zwanym gesta. Dzieło powstało na przełomie panowania królów węgierskich Béli III i Béli IV. Kronika sięga od czasów najdawniejszych do połowy X wieku. Gesta Hungarorum przedstawiają wywód rodowy dynastii książąt siedmiogrodzkich.
Pomimo że gesta węgierskie uważane są za dzieło Anonima (Anonymus notarius Belae regis Hungariae, w lit. pol. Anonim Węgierski), to już w prologu jej autor Magister P. (P. dictus magister) zwraca się do swojego przyjaciela, wysokiego dostojnika kościelnego, z którym razem studiował historię trojańską z księgi De excidio Troiae Daresa Frygijczyka.
Gesta Hungarorum nie są kroniką w tradycyjnym sensie, bowiem nie podają prawie żadnych dat, ani też nie przedstawiają biegu wydarzeń według jakiegoś określonego schematu chronologicznego. W XIII wieku kronikę kontynuował węgierski kronikarz Simon Kézai.
Również polski kronikarz Gall Anonim zastosował typ dzieła zwany gesta.
Hipotezy dotyczące tożsamości autora P. Magistra obejmują:
- Notariusza (kanclerza), króla Węgier Beli III (1172–1196).
- Kanclerza króla Beli II (1131–1141) - Piotra, który w 1124 został kanclerzem za poprzedniego króla Stefana II.
- Galla Anonima - kronikarza francuskiego lub włoskiego pochodzenia, który podróżował przez Węgry; autora Kroniki Polskiej.